# Бережний Артем Олексійович
Арте́м Олексі́йович Бережний — старший лейтенант Збройних сил України.
Станом на квітень 2017-го проживає у місті Львів.

## Нагороди
8 серпня 2014 року — за особисту мужність і героїзм, виявлені у захисті державного суверенітету та територіальної цілісності України, вірність військовій присязі під час російсько-української війни, відзначений — нагороджений орденом Богдана Хмельницького III ступеня.